# Illa Unalga (illes Fox)
L'illa Unalga (aleuta: Unalĝa)) és una illa deshabitada que forma part de les illes Fox, un subgrup de les illes Aleutianes, al sud-oest d'Alaska, als Estats Units.
Es troba entre Unalaska, al sud-est, i l'Akutan al nord-est. És l'illa més occidental de l'Aleutians East Borough. Té una superfície de 28,50 km², amb una llargada de 7,2 quilòmetres.